# 제트블루
제트블루(영어: jetBlue)는 미국의 저비용 항공사이자 하이브리드 항공사로 운임의 저렴할 뿐만 아니라 후반 좌석 시트 피치의 확장이나 시트의 등급 향상 등의 점을 특징으로 하고 있다.

## 역사
1999년 7월 설립 했으며 2000년 2월 11일 뉴욕의 존 F. 케네디 국제공항발 플로리다주 포트로더데일간 취항하고 있다. 뉴욕에 국내선은 라가디아 공항에 발착하는 것이 많지만 공항 접근 도로 혼잡과 노선 많음 의한 일정 지연을 피하기 위해 존 F. 케네디 국제공항의 대부분의 젯블루 소속 항공기가 제 6터미널를 허브 공항으로 이용하고 있었다. 2001년 8월, 뉴욕의 존 F. 케네디 국제공항을 선정한 것과 같은 이유로 로스앤젤레스 국제공항을 기피하고 작은 공항을 이용하기 위해 로스앤젤레스 근교의 롱비치 공항 서해안의 중심지로 선정해 운항을 시작했다. 2004년에 보스턴 로건 국제공항과 플로리다주를 연결하는 노선의 운항을 시작했다. 또한 미국뿐만 아니라 푸에르토리코와 도미니카 공화국에 운항도 시작했다. 2001년 9월 11일의 미국 9.11 테러 이후 항공 업계 중 이익을 얻고 있는 몇 안되는 항공사 중 하나로 델타 항공의 송에어, 유나이티드 항공의 테드 항공등 미국의 주요 항공사 성공에 자극 유사한 비즈니스 모델 경쟁 자회사를 설립하는 움직임을 보이고 있다. 하지만 전문가들 사이에 낮은 비용으로 높은 생산성으로 우위는 계속될 것으로 평가되고 있다. 비록 노동 조합은 아니지만 직원 대표와 경영진은 정기적으로 대화의 기회를 마련하고 있다. 2002년 뉴욕 퀸스 구에서 포레스트 힐로 본사를 이전했다. 최근에 브라질 정부가 포르투갈의 국영 항공사인 TAP 포르투갈과 브라질의 항공사인 아줄 브라질 항공과 함께 합병하는 안이 검토되고 있다.

## 운항 노선
- 2012년 8월 기준으로 제트블루 항공은 다음과 같은 노선을 운항하고 있다.[2]

### 코드쉐어 협정
- 제트블루 항공은 다음과 같은 항공사와 코드쉐어 협정을 체결하고 있으며[3] 주로 스타 얼라이언스 회원이 많은 편이다.

| - TAP 포르투갈 (스타 얼라이언스) - 남아프리카 항공 (스타 얼라이언스) - 로얄 에어 모로코 (원월드) - 싱가포르 항공 (스타 얼라이언스) - 에미레이트 항공 - 아이슬란드 항공 - 에어 링구스 - 에티하드 항공 - 엘알 이스라엘 항공 - 일본항공 (원월드) | - 카타르 항공 (원월드) - 캐이프 에어 - 터키항공 (스타 얼라이언스) - 하와이안 항공 |

## 보유 기종

### 현재 보유 중인 기종
- 2025년 5월 기준으로 제트블루 항공은 다음과 같은 기종을 보유하고 있으며 평균 기령은 6년이다.[4][5]

## 사건 및 사고
- 2005년 9월 21일, 캘리포니아주 버뱅크에서 뉴욕 라과이다 공항으로 가는 제트블루 항공 292편이 이륙 직후 앞바퀴에 문제가 발생 하면서 로스앤젤레스 국제공항에 비상 착륙했다. 버뱅크를 이륙한 직후에 앞바퀴의 수납을 할 수 없게 된 사실을 알리는 경고등이 점등했다. 항공기는 연료 탱크의 연료를 소비하고 착륙시의 무게를 줄이는 것과 동시에 착륙 후 화재에 대비해 3시간 정도 선회 비행을 하고 오후 6시 19분에 캘리포니아주 로스앤젤레스 국제공항에 비상 착륙했다. 다행히 승무원 6명, 승객 140명 총 146명 부상은 없었다.
- 2010년 8월 9일, 존 F. 케네디 국제공항에 착륙 후 여객기 기내에서 승무원과 승객이 말다툼이 일어나면서, 승무원이 긴급 탈출 슬라이드를 열고 기체 밖으로 도주하는 사건이 발생했다. 객실승무원은 자택에서 체포되어 위험행위 등의 혐의로 검찰에 송치되었다.

## 사진

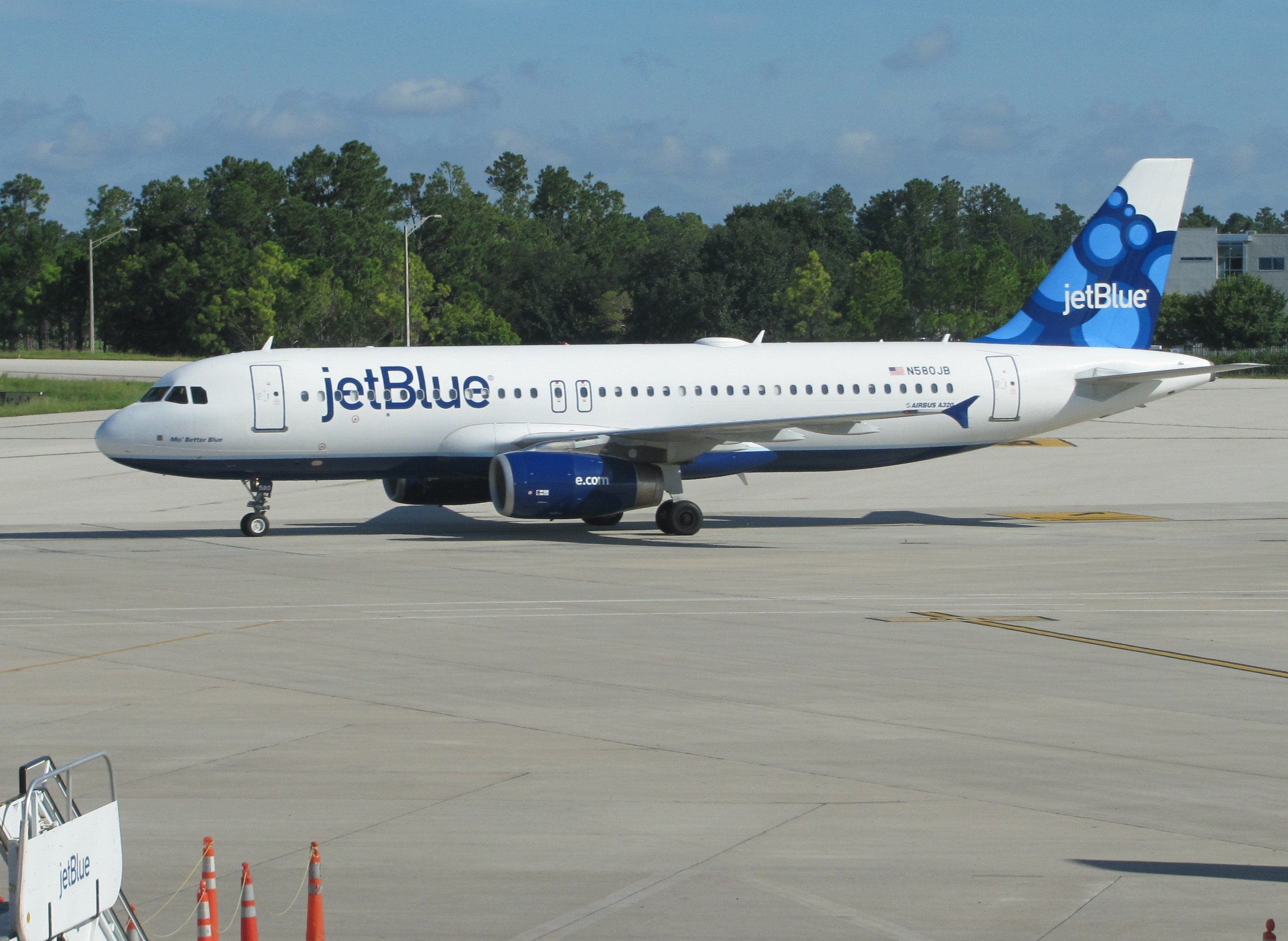
젯블루 항공의 에어버스 A320-200
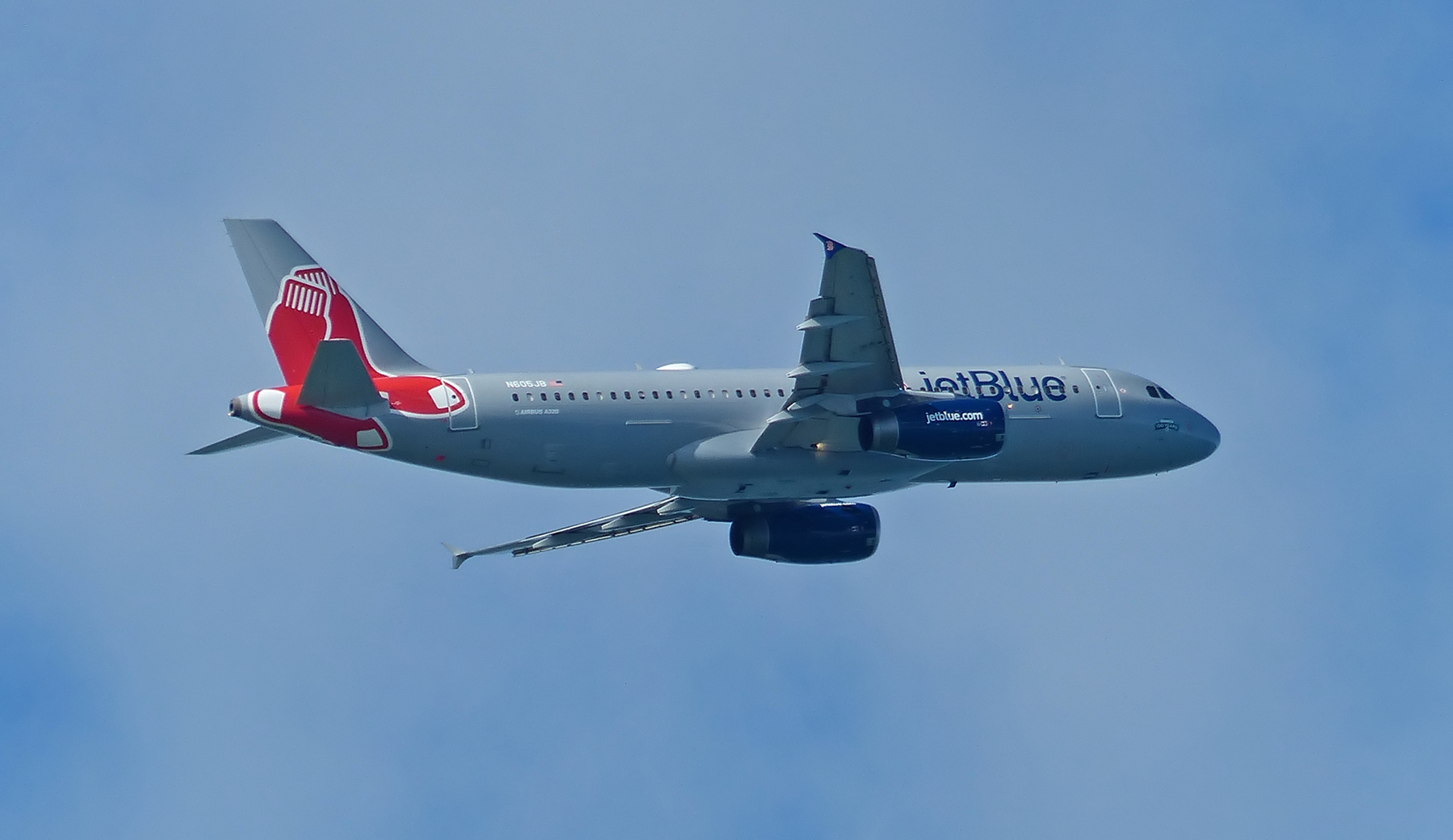
특별도장을 적용한 젯블루 항공의 에어버스 A320-200
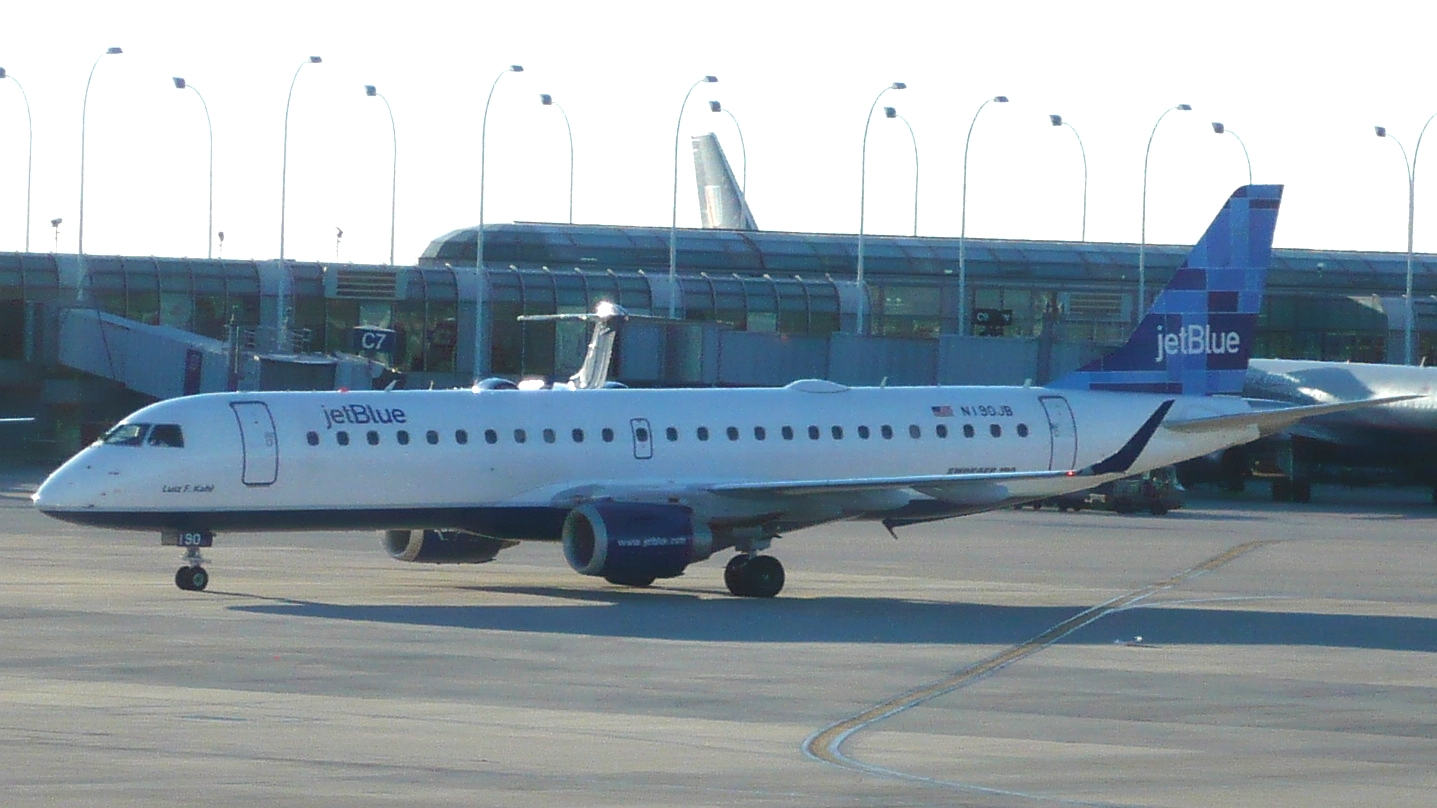
젯블루 항공의 엠브라에르 190